# Longcross Studios
Longcross Film Studios é um estúdio de cinema e de televisão localizado no condado de Surrey, oeste de Londres. Foi inaugurado em janeiro de 2006 sobre um antigo local do Ministério da Defesa. O estúdio tem cinco sets sonoros que variam de 743 a 3902 metros quadrados.

## Lista de produções no estúdio
- Clash of the Titans
- War Horse
- John Carter
- Skyfall
- Hugo
- Fast & Furious 6[2]
- Thor: The Dark World[2]
- Guardians of the Galaxy[2]
- Broadchurch
- Call the Midwife.
- Doctor Strange[2]
- Murder on the Orient Express
- Star Wars: The Last Jedi
- Aladdin